# Olesicampe patula
Olesicampe patula là một loài tò vò trong họ Ichneumonidae.